# Parque nacional Planicies de Astrebla
El parque nacional Planicies de Astrebla es un parque nacional en Queensland (Australia), ubicado a 1298 km al oeste de Brisbane.
Es un parque nacional extremadamente alejado de los grandes centros poblados. La localidad más cercana es Bedourie. El parque no tiene vías de acceso y solo está abierto para visitas de estudio. Forma parte de la cuenca del Lago Eyre, que es uno de los últimos sistemas lacustres del mundo vírgenes. En la cuenca se encuentran también los parques nacionales Desierto Simpson y Diamantina. El parque está formado por grandes praderas, pocos árboles y es habitado por el bilby (Macrotis lagotis), pequeño marsupial omnívoro en peligro de extinción.
El nombre del parque hace referencia a su vegetación predominante, el pasto astrebla, también conocido como pasto Mitchell, el cual extiende su presencia sobre unos 450.000 km², al oeste de Queensland, y por parte de Australia Occidental.